# František Neubauer
František Neubauer (24. července 1818 Soutice – 24. listopadu 1883 Döbling) byl rakouský a český stavební podnikatel a politik, v 70. a 80. letech 19. století poslanec Českého zemského sněmu a Říšské rady, starosta Vlašimi.

## Biografie
Jeho otcem byl stavitel Jan Neubauer. František se rovněž vyučil stavitelem a převzal rodinnou firmu ve Vlašimi, podílel se i na stavbě železničních tratí. V roce 1851 postavil ve Vlašimi zájezdní hostince U Karla IV. V roce 1858 jeho firma (Houdek a Neubauer) postavila vlašimskou synagogu. Zbudoval také novou školu a chudobinec a podílel se na regulaci řeky Blanice.
V období let 1861–1864 a 1870–1883 zastával funkci starosty Vlašimi. Zároveň dlouhodobě předsedal místní záložně (postavil pro ni i v letech 1872–1873 nové sídlo). Byl také okresním starostou.
V 70. letech 19. století se zapojil do zemské i celostátní politiky. V doplňovacích volbách roku 1874 byl zvolen na Český zemský sněm v kurii venkovských obcí (obvod Benešov – Neveklov – Vlašim). V rámci tehdejší politiky české pasivní rezistence ale křeslo nepřevzal, byl pro absenci zbaven mandátu a následně manifestačně zvolen v doplňovacích volbách roku 1875, doplňovacích volbách roku 1876 a doplňovacích volbách roku 1877. Uspěl za svůj obvod i v řádných volbách roku 1878. Mandát obhájil i ve volbách roku 1883.
Zasedal také v Říšské radě (celostátní zákonodárný sbor), kam byl zvolen ve volbách do Říšské rady roku 1873 za kurii venkovských obcí, obvod Něm. Brod, Polná, Ledeč atd. Z politických důvodů (pasivní rezistence) se ovšem nedostavil do parlamentu, čímž byl jeho mandát i přes opakované zvolení prohlášen za zaniklý. Opětovně byl za týž obvod zvolen ve volbách do Říšské rady roku 1879. Setrval zde do své smrti.
Patřil k staročeské straně (Národní strana). Po volbách v roce 1879 se na Říšské radě připojil k Českému klubu (jednotné parlamentní zastoupení, do kterého se sdružili staročeši, mladočeši, česká konzervativní šlechta a moravští národní poslanci).
Před smrtí onemocněl duševní chorobou a již během posledních měsíců zasedání Říšské rady jevil příznaky pomatenosti. Objevovaly se u něj známky slavomamu. Nemoc postupovala rychle a v roce 1883 již se Neubauer nemohl zúčastňovat zasedání zemského sněmu. Byl následně dopraven do ústavu pro choromyslné v Döblingu u Vídně. Zde zemřel v listopadu 1883. Jeho ostatky pak byly pohřbeny v domovské Vlašimi.